# Michael Foley
Michael Anthony Foley (Sydney, 7 giugno 1967) è un ex rugbista a 15 e allenatore di rugby a 15 australiano, tallonatore, campione del mondo nel 1999 con gli Wallabies e, per la stagione 2013, allenatore dei Western Force, formazione di Super Rugby.

## Biografia
Studente al St. Patrick's College di Strathfield (Nuovo Galles del Sud), nonostante la nascita a Sydney iniziò la carriera di club a Brisbane, nel Queensland.
Iniziò a rappresentare lo Stato nel 1991 nel campionato provinciale australiano, e nel 1995 debuttò in Nazionale contro il Canada a Port Elizabeth nel corso della Coppa del mondo di quell'anno; l'anno successivo siglò un contratto professionistico nelle file della franchise del Queensland in Super Rugby, i Reds.
Nel 1999 fu di nuovo presente alla Coppa del mondo, che l'Australia vinse; nel 2001 Foley si ritiro, dopo 111 incontri per il Queensland, 63 dei quali nel Super Rugby.
Subito dopo il ritiro divenne allenatore, e in tale veste fu ingaggiato dal Bath in Inghilterra come tecnico degli avanti; nel 2006 tornò in Australia per entrare nello staff tecnico degli Wallabies e, a fine 2008, si legò agli Waratahs come assistente allenatore, incarico detenuto a tutto il Super Rugby 2011, al termine del quale fu promosso allenatore capo per tre stagioni a partire dal 2012.
Dopo una stagione contraddistinta da una striscia negativa di otto sconfitte consecutive, tuttavia, ad aprile 2012 Foley si dimise dall'incarico.
Il 1º agosto 2012 ha siglato un contratto con la franchise di Perth dei Western Force.

## Palmarès
- Coppe del mondo: 1
Australia: 1999